# Marija Kohn
Marija Kohn (Lopud, 1934. augusztus 7. – Zágráb, 2018. július 16.) horvát színésznő.

## Fontosabb filmjei
- Rendszáma – H 8 (H-8...) (1958)
- U registraturi (1974, tv-sorozat, hét epizódban)
- A ház (Kuca) (1975)
- Bravo maestro (1978)
- Árnyak Dubrovnik felett (Okupacija u 26 slika) (1978)
- Inspektor Vinko (1984–1985, tv-sorozat, nyolc epizódban)
- Arany évek (Zlatne godine) (1992)
- Szűz Mária (Bogorodica) (1999)
- A pénztárosnő a tengerpartra menne (Blagajnica hoce ici na more) (2000)
- Prezimiti u Riu (2002)
- Szemtanúk (Svjedoci) (2003)
- Aludj szépen édesem (Snivaj, zlato moje) (2005)
- Luda kuca (2007–2010, tv-sorozat, hat epizódban)
- Úton (Na putu) (2010)
- Periferija city (2010, tv-sorozat, 14 epizódban)
- Larin izbor (2011–2013, tv-sorozat, 205 epizódban)
- A vadállat (Zvjerka) (2015, rövidfilm)